# Spuiwater
Spuiwater is het restproduct van chemische en/of biologische luchtwassers die worden toegepast in stallen of composteerhallen om ammoniak en fijnstof uit de lucht te verwijderen. De samenstelling van spuiwater verschilt per luchtwassysteem. Onder bepaalde voorwaarden kan spuiwater worden ingezet als meststof. Spuiwater kan nadelige effecten hebben op het milieu, maar dit hoeft niet.

## Wettelijk kader
Spuiwater is een afvalstof als bedoeld onder artikel 1.1, eerste lid, van de Wet milieubeheer. Het valt onder de rubriek ‘waterig vloeibaar afval’ (16.10) van de Europese afvalstoffenlijst (EURAL).
Sinds 2011 is spuiwater, zoals omgeschreven in bijlage Aa van de Uitvoeringsregeling Meststoffenwet, ook te gebruiken als meststof. Bij gebruik van spuiwater als meststof gelden de regels voor het gebruik van stikstofkunstmest uit de Meststoffenwet.

## Productie
In de intensieve veehouderij (stallen) en sommige mestverwerkings- en vergistingsinstallaties worden luchtwassers gebruikt om de uitstoot van ammoniak, geur en fijnstof te beperken. Er bestaan vier typen luchtwassers: een chemische, een biologische, een water- of een combiwasser. Alle typen produceren spuiwater als afvalstof, met verschillende samenstellingen.
Bij een chemische luchtwasser wordt de lucht door middel van water vermengd met zwavelzuur van ammoniak ontdaan, dit wordt omgezet in ammoniumsulfaat. Een biologische luchtwasser maakt gebruik van micro-organismen, die ammoniak (eerst omgezet in ammonium) omzetten in stikstofverbindingen zoals nitriet en nitraat. Een waterwasser verwijdert met name fijnstof. Een combiwasser combineert meerdere methoden.

## Samenstelling
De exacte samenstelling van spuiwater verschilt per luchtwassysteem. De belangrijkste verschillen bestaan tussen de gebruikte methoden.
Het spuiwater van een chemische luchtwasser bevat in hoofdzaak ammoniumsulfaat en nog een restant zwavelzuur. De hoeveelheid spuiwater bedraagt ongeveer 30 liter per afgevangen kilogram ammoniak.
Het spuiwater uit een biologisch luchtwassysteem bevat stikstof in de vorm van nitriet, nitraat en ammonium, evenals biomassa en stofdeeltjes. De hoeveelheid spuiwater varieert van 180 tot 720 liter per kilogram afgevangen ammoniak, daarmee zijn de stikstofconcentraties veel lager dan in spuiwater van een chemische luchtwasser.

## Verwerking van spuiwater
Wanneer spuiwater niet als meststof wordt benut, wordt het als afvalstof verwerkt. Spuiwater uit chemische luchtwassers mag vanwege het corrosieve karakter niet in de riolering worden geloosd. Ook is om dezelfde reden lozing in oppervlaktewater verboden. Voor andere vormen van verwerking geldt dat het de verantwoordelijkheid is van de eigenaar dat de bodem en het grondwater zo min mogelijk worden belast. Spuiwater uit biologische luchtwassers komt mogelijk wel in aanmerking voor lozing in het riool, mits goedgekeurd door de gemeente. In de praktijk is de riolering in buitengebieden niet toegespitst op dergelijke hoeveelheden. In dat geval is afvoer per tankauto een mogelijkheid.
Voor het opslaan van spuiwater gelden de regels voor het opslaan van drijfmest of bodembedreigende stoffen in een bovengrondse tank. Spuiwater mag nooit samen met dierlijke mest of in een mestkelder worden opgeslagen. Dit leidt tot de vorming van diwaterstofsulfide, een giftig gas.

## Spuiwater als meststof
Spuiwater uit zowel chemische als biologische luchtwassers mag worden uitgereden over de bodem als meststof, wanneer aan de eisen van de Meststoffenwet wordt voldaan. Er zijn aanwijzingen dat spuiwater hetzelfde effect heeft als conventionele kunstmest als aanvulling op dierlijke mest. Spuiwater als mest komt het meest overeen met zwavelzure ammoniak kunstmest, maar dan in vloeibare vorm en met lagere stikstofwaarden.
De volgende spuiwatersoorten worden als meststof toegestaan:
- Ammoniumsulfaathoudend spuiwater van chemische luchtwassers van composteerhallen
- Ammoniumsulfaathoudend spuiwater van chemische luchtwassers van mestkorrelinstallaties voor pluimveemest
- Spuiwater uit chemische luchtwassers en spuiwater van biologische luchtwassers en luchtwassers met een waterwasstap in de veehouderij